# Infibulacja

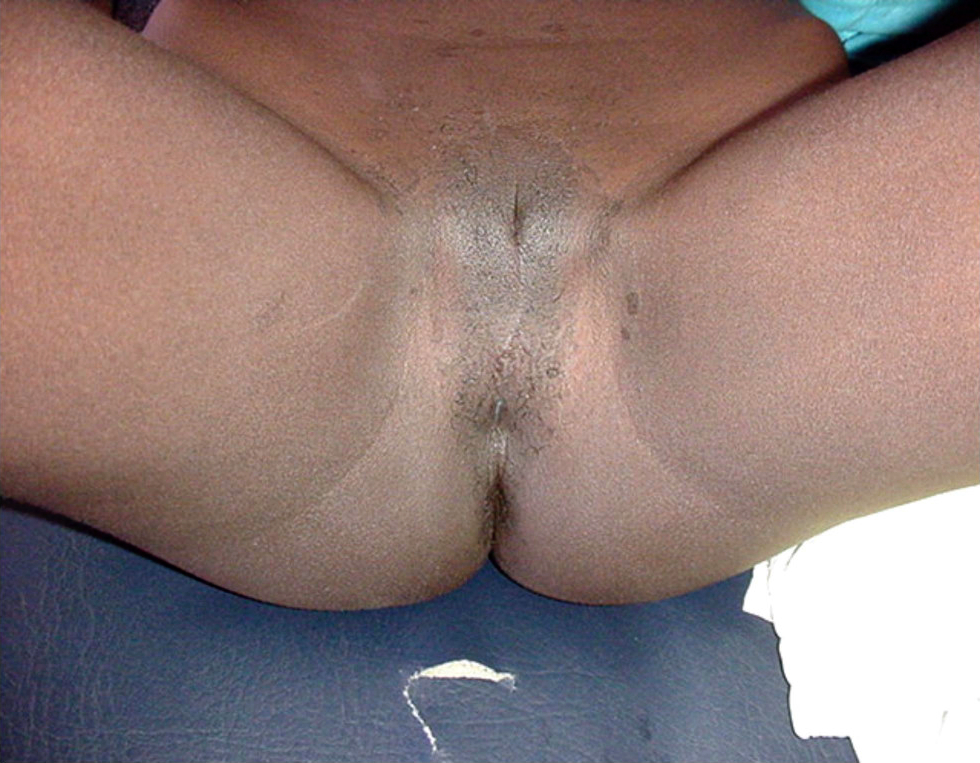
Efekt infibulacji, czyli okaleczenia żeńskich narządów płciowych (FGM) typu III

Infibulacja (z łac. in „w” i fibula) – rytualne usunięcie zewnętrznych żeńskich narządów płciowych oraz zaszycie sromu, które jest praktykowane głównie w północno-wschodniej Afryce, w szczególności w Dżibuti, Erytrei, Etiopii, Somalii i Sudanie. Zazwyczaj wykonywane bez zasad zachowania aseptyki, bez znieczulenia i na osobie przed osiągnięciem okresu dojrzewania. Celem jest odebranie kobiecie możliwości doznawania przyjemności seksualnych i zapewnienie jej wierności wobec męża.
Światowa Organizacja Zdrowia określa tę procedurę jako okaleczanie żeńskich narządów płciowych typu III. Infibulacja może również oznaczać zszycie napletka u mężczyzny.

## Żeńska
Infibulacja żeńska, znana jako FGM typu III oraz w krajach, w których jest praktykowana jako obrzezanie faraoniczne, polega na usunięciu wewnętrznych i zewnętrznych warg oraz zszyciu sromu. Zazwyczaj towarzyszy temu usunięcie żołędzi łechtaczki.
Po zabiegu pozostaje gładka warstwa skóry pokrywająca pochwę i resztę rejonu łonowego. Poprzez włożenie gałęzi lub podobnego przedmiotu przed zagojeniem się rany, zostaje utworzony mały otwór służący do przepuszczenia moczu i krwi menstruacyjnej. Nogi są wiązane ze sobą na okres od dwóch do czterech tygodni, aby umożliwić gojenie.
Rozerwanie blizny po operacji następuje podczas pierwszego stosunku seksualnego (w Sudanie niepowodzenie rozerwania źle świadczy o potencji mężczyzny) lub jeśli nie jest to możliwe, przed pierwszym stosunkiem dokonuje się rozcięcia tkanki przy pomocy małego noża. Czasem dochodzi do zapłodnienia mimo zachowania ciągłości blizny i wówczas jest ona przecinana chirurgicznie, by umożliwić poród, lub dokonuje się nacięcia krocza, które zwykle nie byłoby potrzebne. Notowano przypadki takiego przerośnięcia blizny keloidem, że dochodziło do złamania ostrza skalpela.
Konwencja o zapobieganiu i zwalczaniu przemocy wobec kobiet i przemocy domowej w art. 38 zobowiązuje strony do zakazu infibulacji i podobnych zabiegów oraz nakłaniania bądź zmuszania do nich.

### Potencjalne zagrożenia
Infibulacja może czasem prowadzić do problemów, takich jak poważne zakażenie rany, krwotok, trudności z miesiączkowaniem, infekcje układu moczowego. Podnosi się również kwestię traumatyzacji psychicznej przez taką operację oraz wywoływania depresji u dziewcząt w okresie adolescencji, które przeszły wcześniej taką operację.
Ścisła infibulacja może stanowić zagrożenie dla matki i płodu, jeśli ciąża nie jest prowadzona przez doświadczonego operatora, może także prowadzić do nieuzasadnionego cięcia cesarskiego.

## Męska

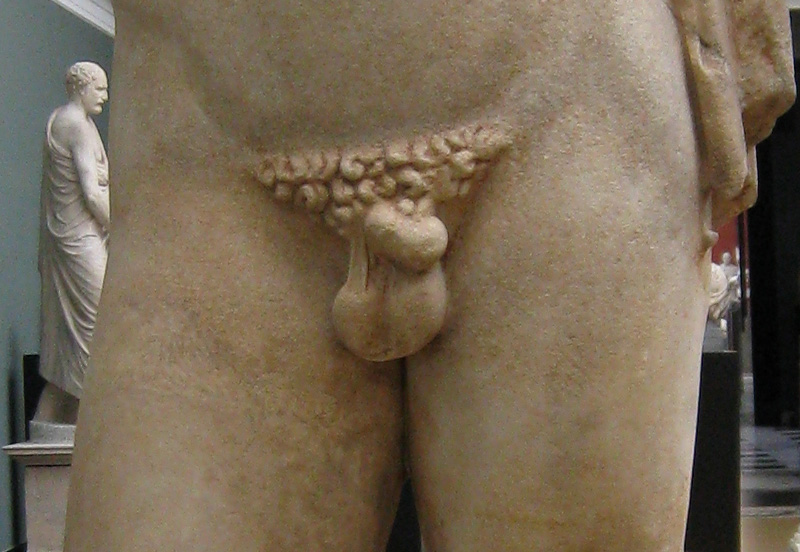
Posąg greckiego poety Anakreonta z widoczną infibulacją.

Historycznie infibulacja oznaczała również zszycie napletka u mężczyzny (tzw. męska infibulacja). Dokonywano tego na niewolnikach w starożytnym Rzymie, by zapewnić, że nie będą się oni angażowali w stosunki seksualne, jak również u ochotników w niektórych kulturach. Był to zabieg mający uniemożliwić stosunek seksualny, ale nie masturbację.

## Infibulacja w prawie polskim
Dokonanie zabiegu infibulacji jest przestępstwem w prawie polskim. Na mocy art. 5 pkt 2 ustawy z dnia 13 stycznia 2023 r. o zmianie ustawy – Kodeks postępowania cywilnego oraz niektórych innych ustaw która weszła w życie w dniu 15 sierpnia 2023 r. (Dz. U. poz. 289 z późn. zm.). Odpowiedzialności karnej zagrożonej karą pozbawienia wolności na czas nie krótszy od lat 3.od lat 3 do 20. podlega każdy, kto powoduje ciężki uszczerbek na zdrowiu w postaci wycięcia, infibulacji lub innego trwałego i istotnego okaleczenia żeńskiego narządu płciowego. Przestępstwo to zatem stanowi zbrodnię, a zatem może być popełnione tylko umyślnie zarówno w zamiarze bezpośrednim, jak też ewentualnym. Wskazaną sprawę rozpozna sąd okręgowy w składzie 1 sędziego i 2 ławników.